# デルタプロテオバクテリア綱
デルタプロテオバクテリア綱（デルタプロテオバクテリアこう、Deltaproteobacteria）は、真正細菌のPseudomonadota門の綱の一つである。この綱に含まれるすべての種は、他のすべてのPseudomonadota門メンバーと同様に、グラム陰性である。

## 下位分類（目）
以下の目を含む(2024年9月現在)。

### IJSEMに正式に承認されている目
- Bradymonadales

Wang et al. 2015 (IJSEMリストに掲載 2015)
タイプ属はBradymonasである。
- Bradymonadaceae

BradymonasやLujinxingiaなどを含む。
- Microvenatoraceae

Microvenatorのみを含む。
- Deferrisomatales

Waite et al. 2020 (IJSEMリストに掲載 2021)
タイプ属はDeferrisomaである。
Deferrisomaのみを含むDeferrisomataceaeのみで構成される。
- Desulfarculales　デスルファルクルス目

corrig. Kuever et al. 2006 (IJSEMリストに掲載 2006)
タイプ属はDesulfarculus（デスルファルクルス属）である。
DesulfarculusやDesulfocarboなどを含むDesulfarculaceae（デスルファルクルス科）のみで構成される。
- Desulfobacterales　デスルフォバクター目

Kuever et al. 2006 (IJSEMリストに掲載 2006)、修正　Waite et al. 2020 (IJSEMリストに掲載 2021)
タイプ属はDesulfobacter（デスルフォバクター属）である。
- Desulfobacteraceae　デスルフォバクター科

DesulfobacterやDesulfonema（デスルフォネーマ属）、Desulfosarcina（デスルフォサルシナ属）、Desulfobacterium（デスルフォバクテリウム属）、Desulfospira（デスルフォスピラ属）などを含む。
- Desulfobulbaceae　デスルフォバルブス科

Desulfobulbus（デスルフォバルブス属）、Desulfocapsa（デスルフォカプサ属）、Desulfofustis（デスルフォフスチス属）、Desulfotalea（デスルフォタレア属）などを含む。
- Desulfosudaceae　

Desulfosudisのみを含む。
- Thiovibrionaceae

Thiovibrioのみを含む。
- Desulfovibrionales　デスルフォビブリオ目

Kuever et al. 2006 (IJSEMリストに掲載 2006)、修正　Waite et al. 2020 (IJSEMリストに掲載 2021)
タイプ属はDesulfovibrio（デスルフォビブリオ属）である。
- Desulfovibrionaceae　デスルフォビブリオ科

Desulfovibrio、Bilophila（ビロフィラ属）、Lawsonia（ローソニア属）などを含む。
- Desulfohalobiaceae　デスルフォハロビウム科

Desulfohalobium（デスルフォハロビウム属）、Desulfonatronovibrio（デスルフォナトロノビブリオ属）、Desulfonauticus（デスルフォナウティカス属）などを含む。
- Desulfomicrobiaceae　デスルフォミクロビウム科

Desulfomicrobium（デスルフォミクロビウム属）、Desulfoplanes（デスルフォプラネス属）などを含む。
- Desulfonatronaceae　デスルフォナトロヌム科

Desulfonatronum（デスルフォナトロヌム属）のみを含む。
- Desulfurellales　デスルフレラ目

Kuever et al. 2006 (IJSEMリストに掲載 2006)、修正　Waite et al. 2017
タイプ属はDesulfurella（デスルフレラ属）である。DesulfurellaとHippea（ヒッピア属）のみを含むDesulfurellaceae（デスルフレラ科）のみで構成される。
- Desulfuromonadales　デスルフロモナス目

corrig. Kuever et al. 2006 (IJSEMリストに掲載 2006)、修正　Waite et al. 2020 (IJSEMリストに掲載 2021)
タイプ属はDesulfuromonas（デスルフロモナス属）である。
- Desulfuromonadaceae　デスルフロモナス科

Desulfuromonas、Desulfuromusa（デスルフロムサ属）、Malonomonas（マロノモナス属）、Pelobacter（ペロバクター属）などを含む。
- Geobacteraceae　ゲオバクター科

Geobacter（ゲオバクター属）、Geopsychrobacter（ゲオサイクロバクター属）、Geothermobacter（ゲオサーモバクター属）などを含む。
- Syntrophotaleaceae　

Syntrophotaleaのみを含む。
- Dissulfuribacterales　デスルフリバクター目

Waite et al. 2020 (IJSEMリストに掲載 2021)
Dissulfuribacter（デスルフリバクター属）のみを含むDissulfuribacteraceae（デスルフリバクター科）のみで構成される。
- Myxococcales　ミクソコッカス目

Tchan et al. 1948 (IJSEMリストに掲載 1980)、修正　Waite et al. 2020 (IJSEMリストに掲載 2021)
タイプ属はMyxococcus（ミクソコッカス属）である。
- Myxococcaceae　ミクソコッカス科

Myxococcus、Corallococcus（コラロコッカス属）、Pyxidicoccus（ピキシディコッカス属）などを含む。
- Anaeromyxobacteraceae　アナエロミュクソバクテル科

Anaeromyxobacter（アナエロミュクソバクテル属）のみを含む。
- Archangiaceae　アーキアンギウム科

Archangium（アーキアンギウム属）、Angiococcus（アンギオコッカス属）、Cystobacter（シストバクター属）、Melittangium（メリタンギウム属）、Stigmatella（スチグマテラ属）などを含む。
- Kofleriaceae　コフレリア科

Kofleria（コフレリア属）とHaliangium（ハリアンギウム属）のみを含む。
- Nannocystaceae　ナンノシスチス科

Nannocystis（ナンノシスチス属）、Enhygromyxa（エンハイグロミクサ属）、Plesiocystis（プレシオシスチス属）などを含む。
- Polyangiaceae　ポリアンギウム科

Polyangium（ポリアンギウム属）、Byssovorax（ビソボラックス属）、Chondromyces（コンドロミセス属）、Sorangium（ソランギウム属）などを含む。
- Sandaracinaceae　サンダラキナキヌス科

Sandaracinus（サンダラキナキヌス属）のみを含む。
- Vulgatibacteraceae　

Vulgatibacterのみを含む。
- Syntrophobacterales　シントロフォバクター目

Kuever et al. 2006 (IJSEMリストに掲載 2006)、修正　Waite et al. 2020 (IJSEMリストに掲載 2021)
タイプ属はSyntrophobacter（シントロフォバクター属）である。
- Syntrophobacteraceae　シントロフォバクター科

Syntrophobacter、Desulfacinum（デスルファシヌム属）、Desulforhabdus（デスルフォラブダス属）、Desulfovirga（デスルフォビルガ属）、Thermodesulforhabdus（サーモデスルフォラブダス属）などを含む。
- Syntrophaceae　シントロファス科

Syntrophus（シントロファス属）、Desulfobacca（デスルフォバッカ属）、Desulfomonile（デスルフォモニレ属）、Smithella（スミセラ属）のみを含む。
- Syntrophorhabdales　シントロフォラブダス目

Waite et al. 2020 (IJSEMリストに掲載 2021)
Syntrophorhabdus（シントロフォラブダス属）のみを含むSyntrophorhabdaceae（シントロフォラブダス科）のみで構成される。

### Candidatus
- "Candidatus Acidulidesulfobacterales"

corrig. Tan et al. 2019 (IJSEMリストに掲載 2021)
"Candidatus Acidulidesulfobacter"のみを含む"Candidatus Acidulidesulfobacteraceae"のみで構成される。
- "Candidatus Adiutricales"

Waite et al. 2020 (IJSEMリストに掲載 2022)
"Candidatus Adiutrix"のみを含む"Candidatus Adiutricaceae"のみで構成される。
- "Candidatus Desulfofervidales"

Waite et al. 2020 (IJSEMリストに掲載 2022)
"Candidatus Desulfofervidus"のみを含む"Candidatus Desulfofervidaceae"のみで構成される。